# Liste der Stolpersteine in Hirschberg an der Bergstraße
Die Liste der Stolpersteine in Hirschberg an der Bergstraße umfasst jene Stolpersteine, die vom Kölner Künstler Gunter Demnig in Hirschberg an der Bergstraße im Regierungsbezirk Karlsruhe verlegt wurden. Sie sind Opfern des Nationalsozialismus gewidmet, all jenen, die vom NS-Regime drangsaliert, deportiert, ermordet, in die Emigration oder in den Suizid getrieben wurden.
Demnig verlegt für jedes Opfer einen eigenen Stein, im Regelfall vor dem letzten selbst gewählten Wohnsitz. Die erste Verlegung fand am 4. Juli 2018 im Ortsteil Großsachsen statt.

## Verlegte Stolpersteine
In Hirschberg an der Bergstraße wurden am 4. Juli 2018 drei Stolpersteine an einer Anschrift verlegt.

### Großsachsen
| Stolperstein | Inschrift                                                           | Verlegeort   | Name, Leben |
| --- | ------------------------------------------------------------------- | ------------ | --- |
| Bild gesucht Der Benutzer GeorgDerReisende ( Diskussion ) wünscht sich an dieser Stelle ein Bild vom Ort mit diesen Koordinaten 49.51197 8.65631 . Motiv: die Stolpersteine für die Familie Buchheimer, die Lage und das Haus Falls du dabei helfen möchtest, erklärt die Anleitung , wie das geht. BW | HIER WOHNTE HELENE BUCHHEIMER GEB. BRÜLAND JG. 1891 FLUCHT 1938 USA | Landstraße 6 | Helene Buchheimer, geborene Brüland, wurde 1891 geboren. Sie war verheiratet mit dem Pferdehändler Henri Buchheimer. Gemeinsam mit ihrem Ehemann und ihrer Schwiegermutter konnte sie im Juli 1938 in die Vereinigten Staaten flüchten und so die Shoah überleben. |
| | HIER WOHNTE HENRI BUCHHEIMER JG. 1896 FLUCHT 1938 USA               | Landstraße 6 | Henri Buchheimer wurde am 30. Juli 1896 in Großsachsen geboren. Seine Eltern waren der Pferdehändler Julius Buchheimer (1860–1919) und Johanna, geborene Süß. Er hatte eine zwei Jahre ältere Schwester, Lilli. Von 1905 bis 1910 besuchte er die Bürgerschule von Weinheim. Er übernahm den Pferdehandel seines Vaters und war zweimal verheiratet, in zweiter Ehe mit Helene, geborene Brüland. Im Juli 1938 konnte er mit seiner Frau und seiner Mutter in die Vereinigten Staaten flüchten. Dort befanden sich bereits seine Schwester, sein Schwager und deren Kinder. Noch heute ist ein Pferdekopf am vormals Buchheimer'schen Haus montiert. |
| | HIER WOHNTE JOHANNA BUCHHEIMER GEB. SÜSS JG. 1869 FLUCHT 1938 USA   | Landstraße 6 | Johanna Buchheimer, geborene Süß, wurde am 4. Oktober 1868 in Lampertheim geboren. Ihre Eltern waren David Süß und Rosa, geborene Kahn. 1893 heiratete sie den Pferdehändler Julius Buchheimer (1860–1919) aus Großsachsen und zog zu ihm. Das Paar hatte zwei Kinder, Lilli (geboren am 12. September 1894) und Henry (geboren am 30. Juli 1896). Ihr Sohn heiratete Helene Brüland. Johanna Buchheimer, ihr Sohn und ihre Schwiegertochter konnten im Juli 1938 in die Vereinigten Staaten flüchten und so die Shoah überleben. Sie starb am 30. Mai 1949 im amerikanischen Exil. Ihre Tochter wurde Krankenschwester und Sozialarbeiterin, heiratete 1920 Benno Liegner (1889–1968), einen Arzt, und lebte mit ihm in Breslau. Die beiden konnten sich mit ihren beiden Kindern bereits 1936 in die Vereinigten Staaten retten. Sie wohnten dort in Newark im Bundesstaat New Jersey. Lilli Liegner starb 1980 in New York City. Ihr Nachlass befindet sich im Leo Baeck Institut. |

## Verlegungen
Jeannet-Susann Kiessling, eine Großsachsenerin, die in Palo Alto (USA) lebt, initiierte das Projekt der Stolpersteine für Großsachsen. Sie hatte Kontakt zur Großnichte von Henri Buchheimer. Anlässlich der Verleihung konstatierte die Initiatorin: „Sie waren Deutsche, bis sie auf ihr Judentum reduziert wurden. Mitglieder der Familie Buchheimer hatten für Deutschland im Ersten Weltkrieg gekämpft. Die Schwester von Henri Buchheimer war Krankenschwester an der Front; ihr Mann, den sie dort kennenlernte, Arzt.“